# فهرست موزه‌ها و گالری‌ها در اوکراین
این فهرست شامل موزه‌های هنری، موزه‌های هنرهای زیبا، و گالری‌های هنری در اوکراین است که براساس ایالت‌های دولتی اوکراین دسته‌بندی شده‌است. این فهرست شامل موزه‌های اصلی دولتی در هر ایالت است.
موزه‌ها در هر بخش و ایالت بر اساس این ترتیب نمایش داده می‌شوند: اول از همه، موسسه‌های موزه دولتی در مرکز اداری منطقه. دپارتمان‌ها یا شعب قبلی در مؤسسه ای خاص با علامت (**) مشخص شده‌اند.

## کیف
- موزه هنر ملی اوکراین
- گالری هنر موزه ملی کیف
- موزه هنرهای غربی و شرقی
- گالری هنر کودکان کیف
- موزه یاکوبوفسکی (خصوصی)

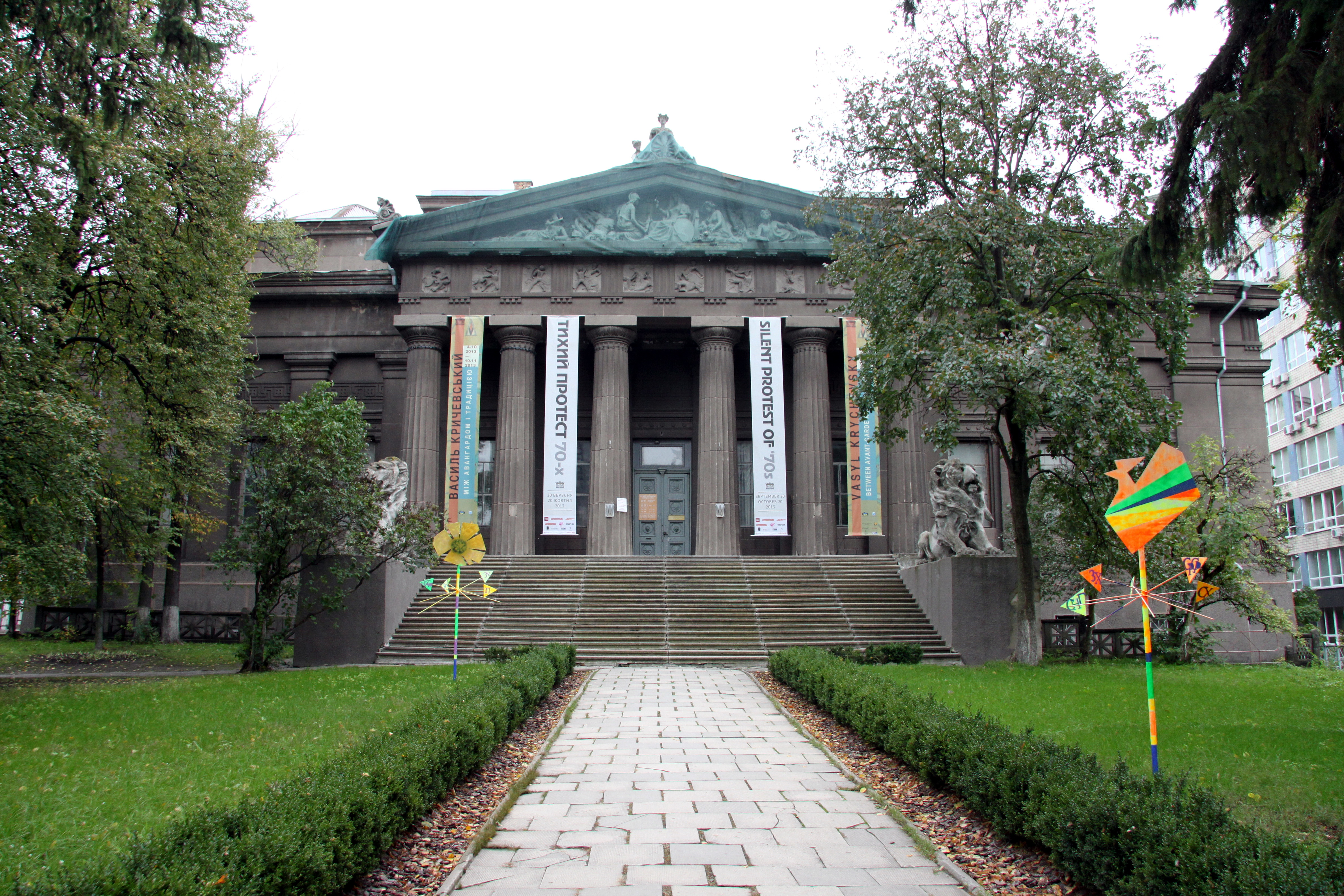
موزه هنر ملی اوکراین

- موزه ملی هنرهای تزئینی بومی محلی اوکراین
- مرکز ملی فرهنگ بومی محلی «موزه ایوان هانکر»
- موزه ملی معماری محلی و زندگی اوکراین
- موزه کتب و انتشارات اوکراین
- موزه تئاتر، موسیقی و سینما اوکراین

## سواستوپل
- موزه هنر سواستوپل به نام کروشیتسکی

## جمهوری خودمختار کریمه
- موزه هنر سیمفروپل
- گالری هنر ملی ایوان آیوازوفسکی

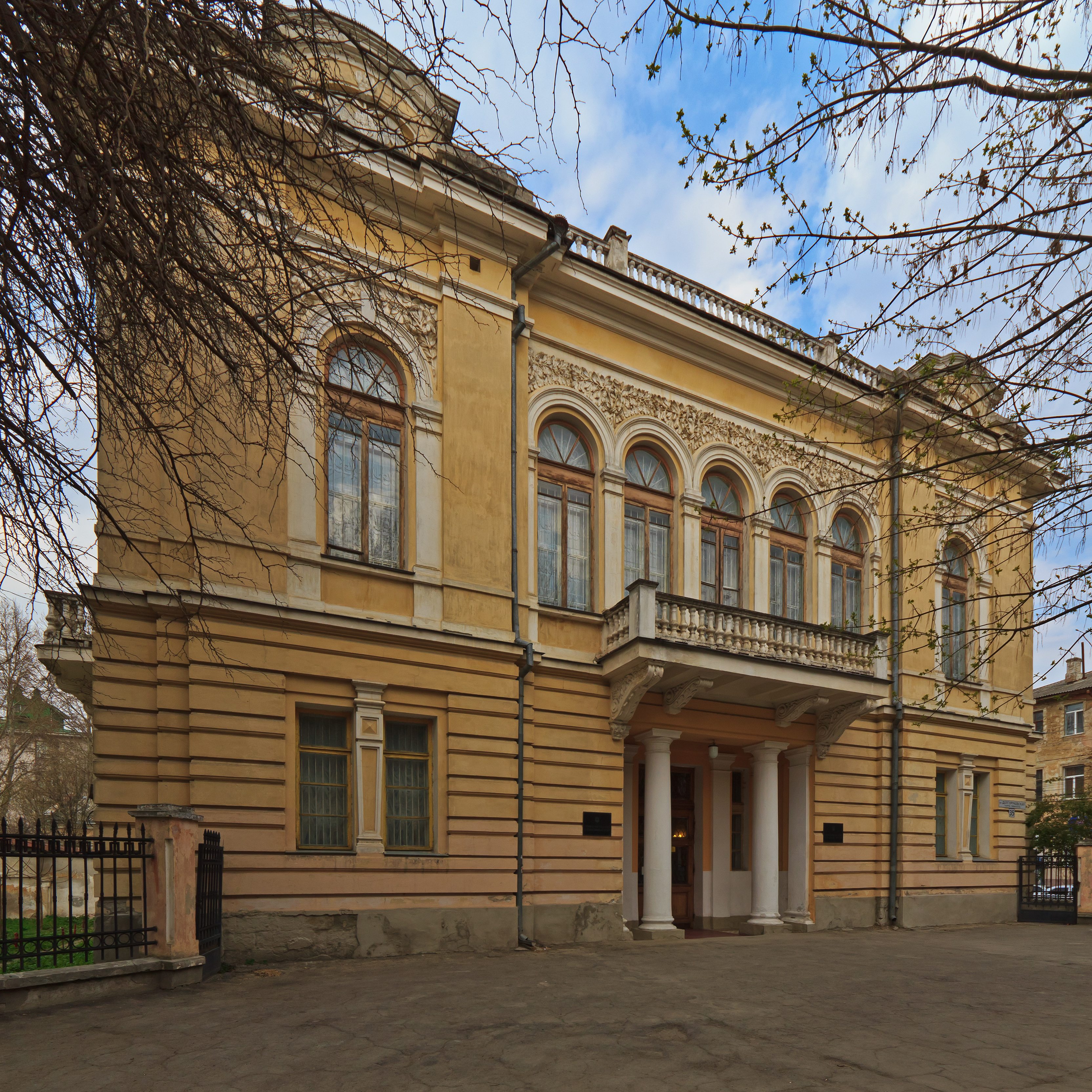
موزه هنر سیمفروپول

- گالری هنر در کرچ (دپارتمان حفاظتگاه تاریخی و فرهنگی ایالت کرچ)
- موزه ورا موشینا

## استان وینیتسیا
- موزه هنر وینیتسیا
- موزه هنرهای زیبای شارگورودسکی
- موزه هنرهای زیبا یامپیلسکی

## استان ولین
- دپارتمان هنر موزه فرهنگ‌های محلی ولین، لوتسک

## استان دنیپروپتروفسک
- موزه هنر دنیپروپتروفسک

## استان دونتسک
- موزه هنر دونتسک
- موزه هنر و فرهنگ محلی ماکیفسکی
- موزه هنر دروژکیفسکی
- موزه هنر کراماتورسکی
- موزه هنر گورلیفسکی
- موزه هنر کویندجی، ماریوپل
- سالن نمایشگاهی به نام AI Kuindzhi (شعبه موزه فرهنگ‌های محلی ماریوپل)

## استان ژیتومیر

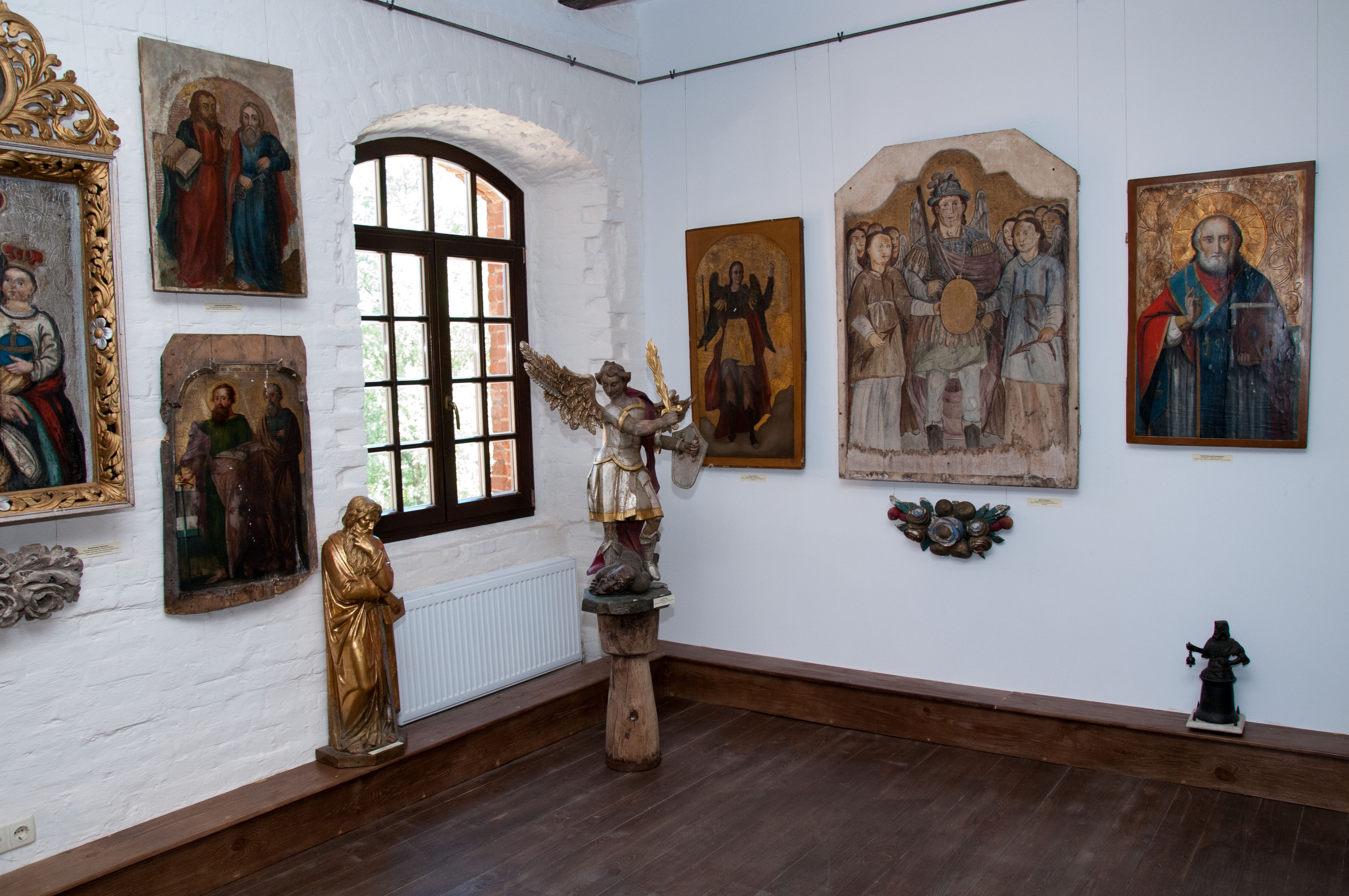
موزه نمادهای بومی اوکراین

- موزه هنر ژیتومیر (بخش موزه فرهنگ ژیتومیر)
- موزه هنرهای زیبا Kmytiv به نام JD Bukhanchuk
- موزه نمادهای بومی اوکراین

## استان زاکارپاتیا
- موزه هنر منطقه‌ای زاکارپاتیایی جوزف بوکشای

## استان زاپوریژژیا
- موزه هنر زاپوریژسکی
- موزه هنر بردیانسکی به نام دوم برادسکی
- سالن نمایشگاه هنر Energodarsky

## استان ایوانو-فرانکیفسک
- موزه هنر منطقه ای ایوانو-فرانکیفسک
  - موزه هنر و فرهنگ محلی روگاتینسکی
- موزه پیسانکا، کلومیا

## استان کیف
- گالری هنری یاگوتینسکا

## استان کیرووهراد

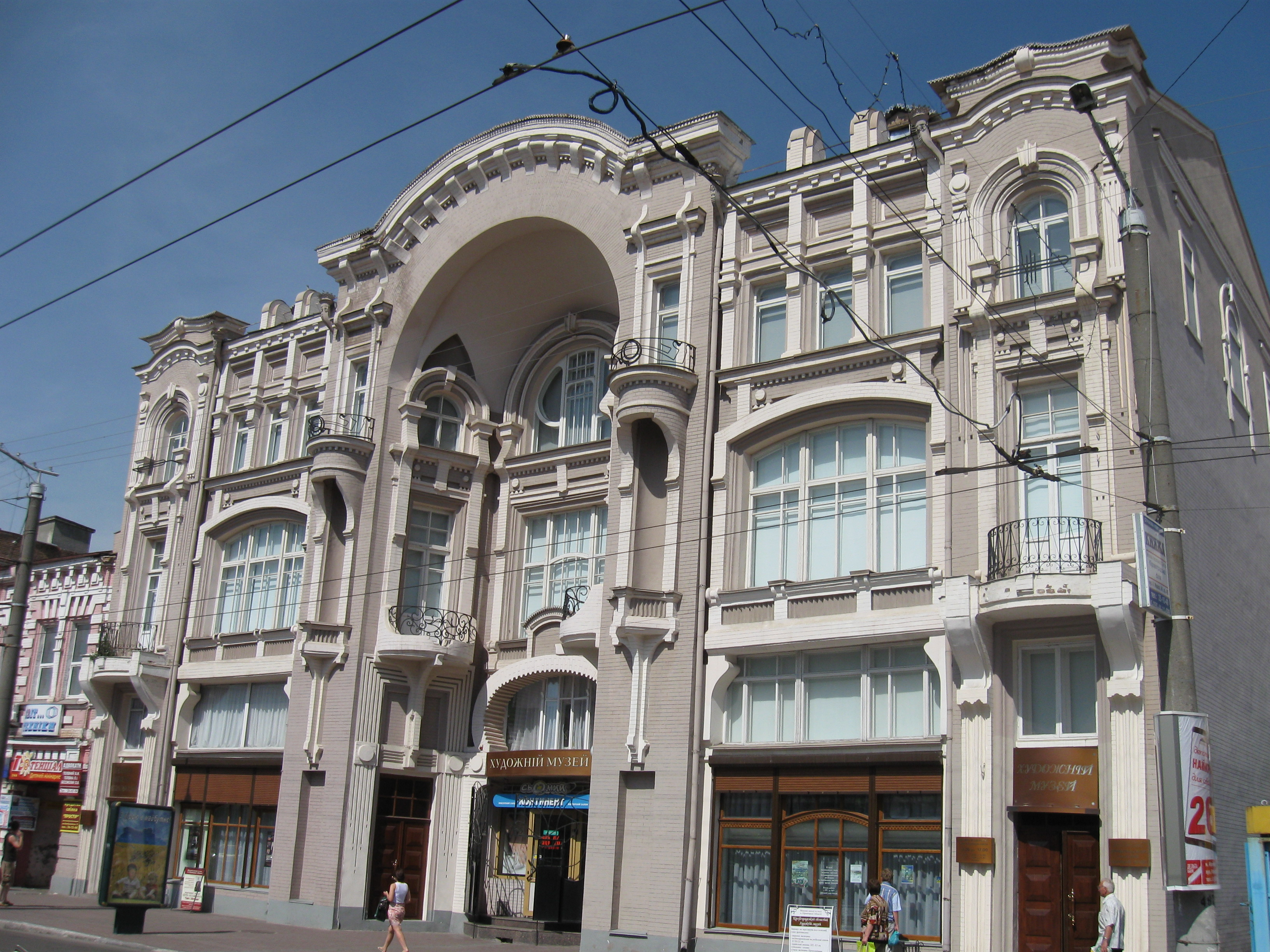
موزه هنر منطقه ای کیرووهراد

- موزه هنر منطقه ای کیرووهراد
- موزه یادبود هنر او.او. اوسموکرین

## استان لوهانسک
- موزه هنر لوهانسک
- موزه تاریخی و هنری استاخانوف

## استان لویو
- گالری هنر ملی لویو
- مرکز هنر شهرداری لویو

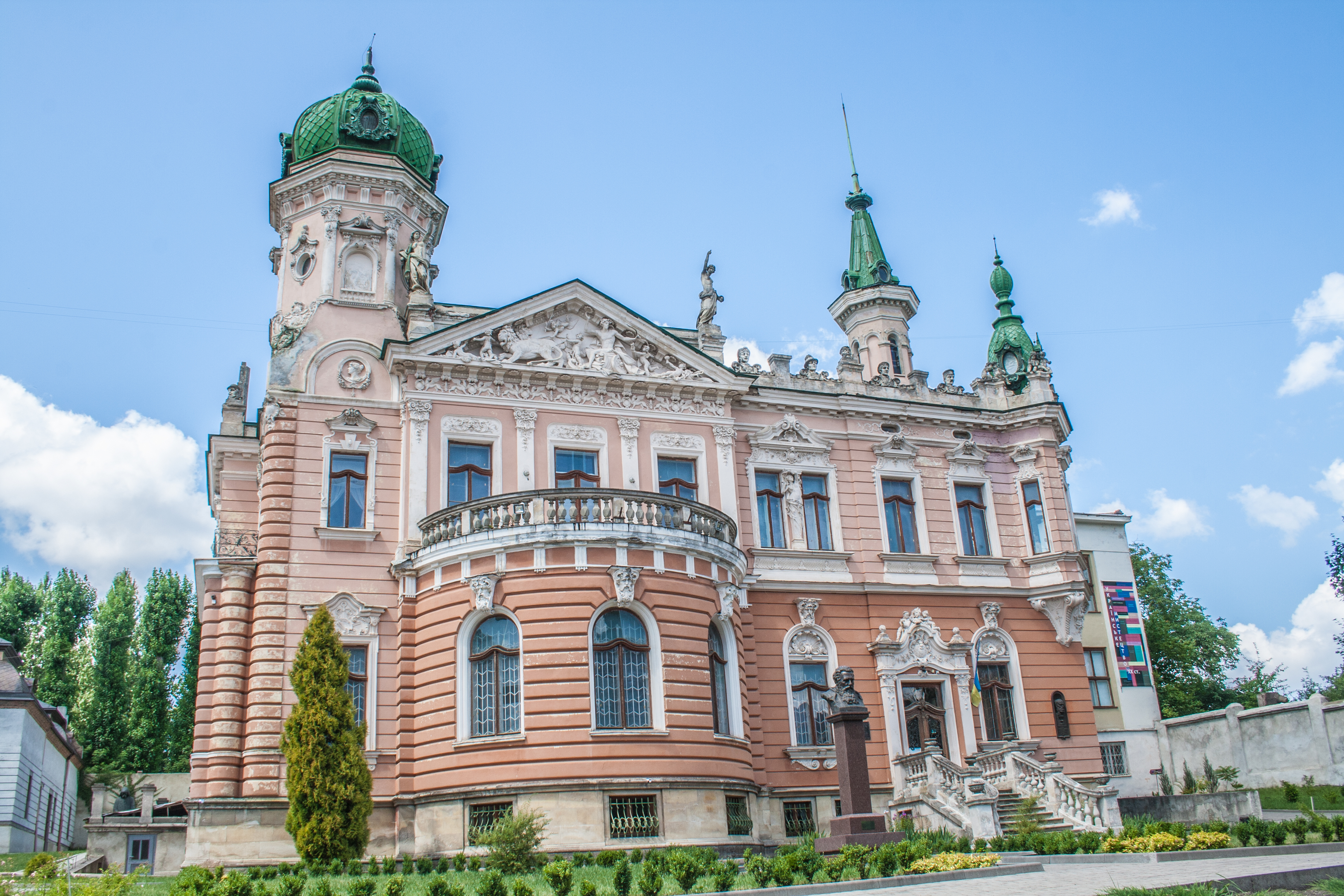
موزه شپتیتسکی

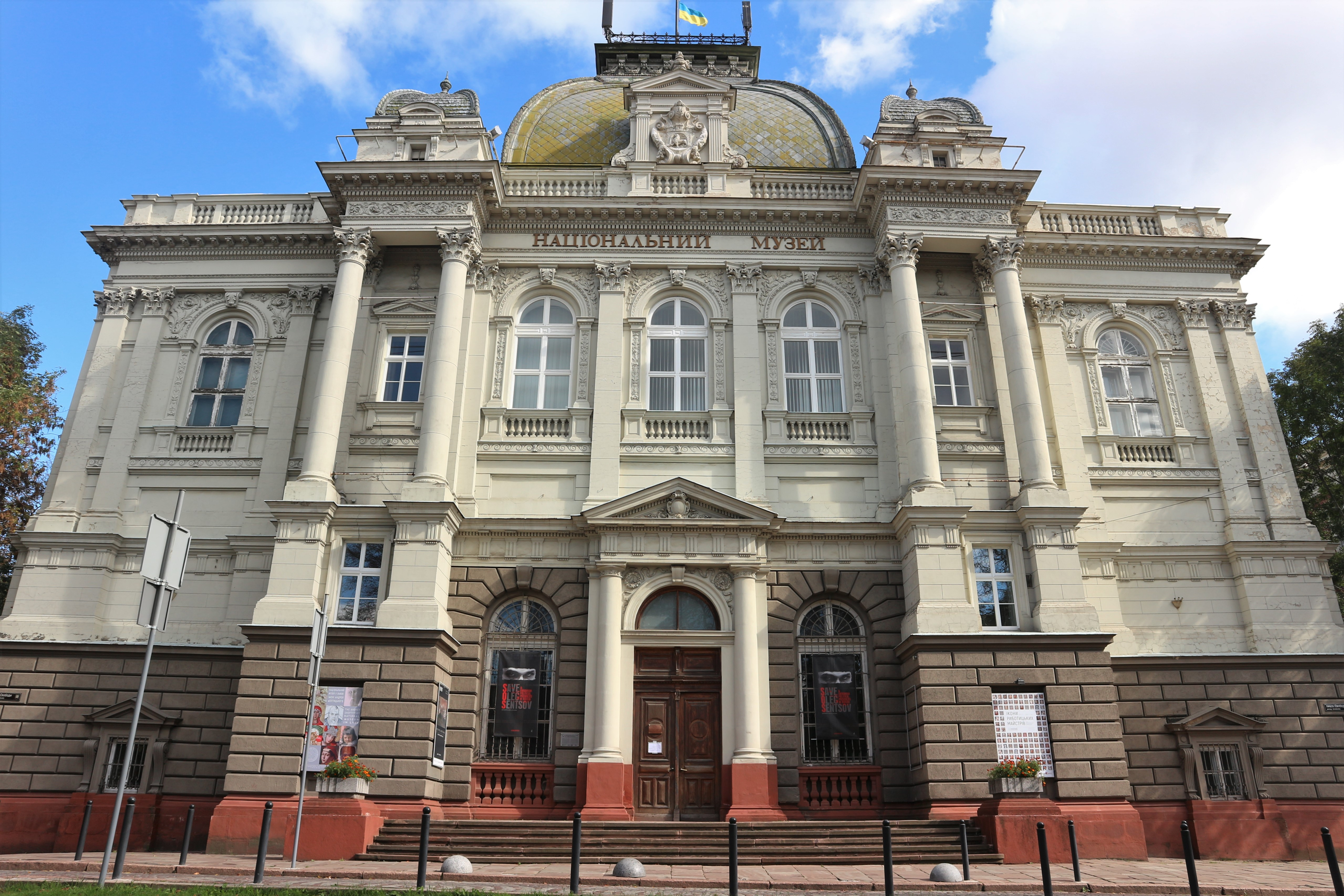
موزه ملی لویو

- بنیاد علمی و هنری متروپولیتن شپتیتسکی " موزه ملی لویو "
  - موزه یادبود هنر اولنا کولچیتسکا، لویو
  - موزه یادبود هنر اولکسا نواکیفسکی، لویو
  - موزه یادبود هنر لئوپولد لویتسکی، لویو
  - موزه هنر میخایلا بیلاس، تروسکاوتس
  - موزه یادبود هنر ایوان تروش، لویو
  - موزه هنر، چروونوهراد
  - موزه هنر بویکیوشچینا، سامبیر

## استان میکولایف
- موزه هنر VV Vereshchagin Mykolaiv
  - موزه نقاشی دریایی اوکاکیوسکی، به نام ر. سادکوسکی
  - موزه هنر معراج مسیح کیبریک

## استان اودسا
- موزه هنر اودسا
  - موزه هنر تاریخی آنانیو
- موزه هنرهای غربی و شرقی اودسا
- گالری هنری اسماعیل

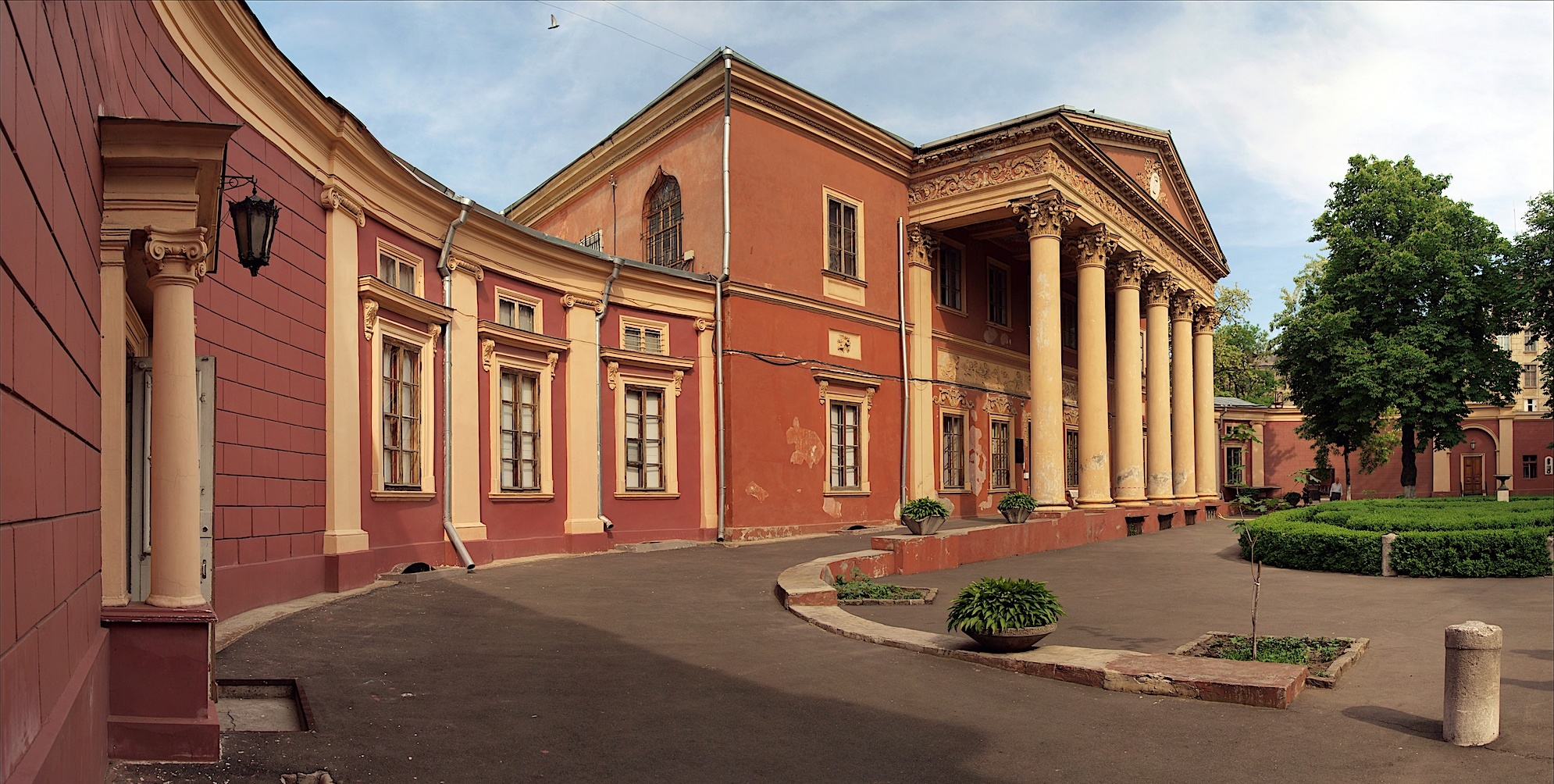
موزه هنر اودسا

- موزه هنرهای زیبای دریای سیاه به نام او.ام. بایلو

## استان پولتاوا
- موزه هنر پولتاوا
- گالری هنر شهری کرمنچاتسکا
- گالری هنری ناتالیا یوزفویچ، کرمنچوک

## استان سومی

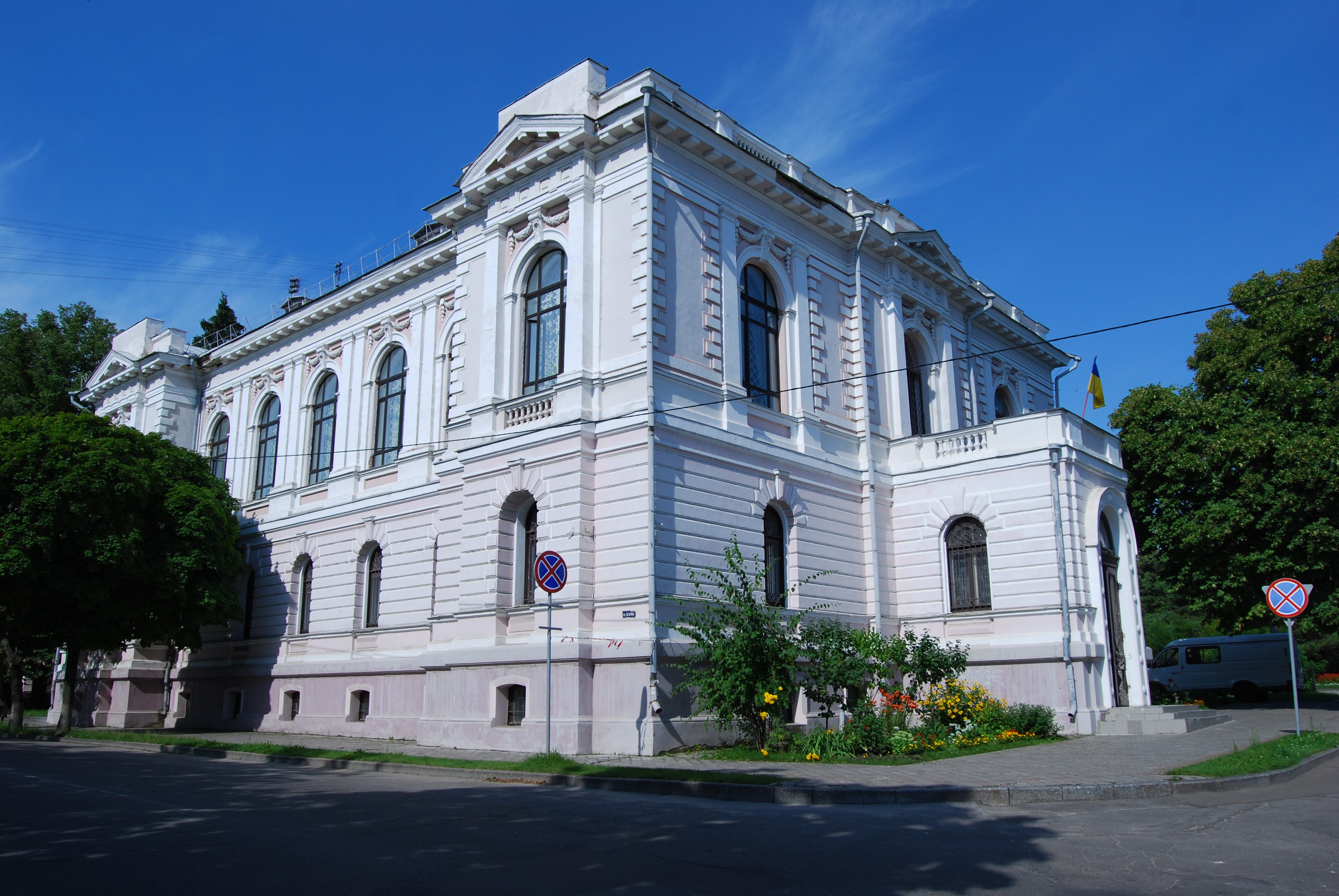
موزه هنر منطقه ای نیکانور اوناتسکی در سومی

- موزه هنر منطقه ای نیکانور اوناتسکی در سومی
- موزه هنر شهرداری لبدین

## استان ترنوپیل
- موزه هنر منطقه ای ترنوپیل
- موزه هنر یادبود کوروشتسکی (بخش موزه فرهنگ‌های محلی کرمنتسکی)، پوچایف

## استان خارکیف
- موزه هنر خارکف
  - موزه هنرهای محلی، خارکیف
  - موزه هنر تاریخی پارکومیوسکی

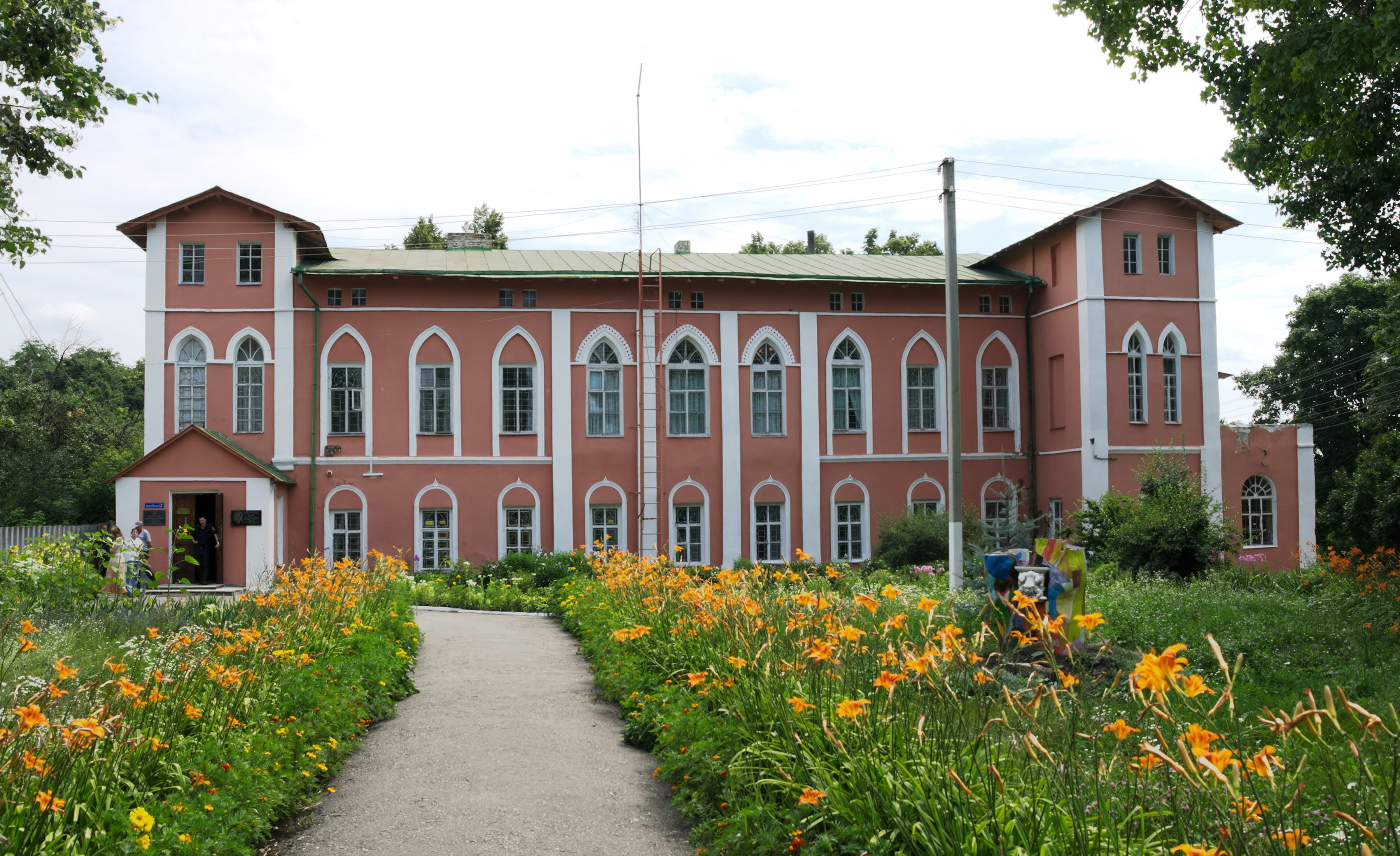
موزه هنر تاریخی پارکومیوسکی

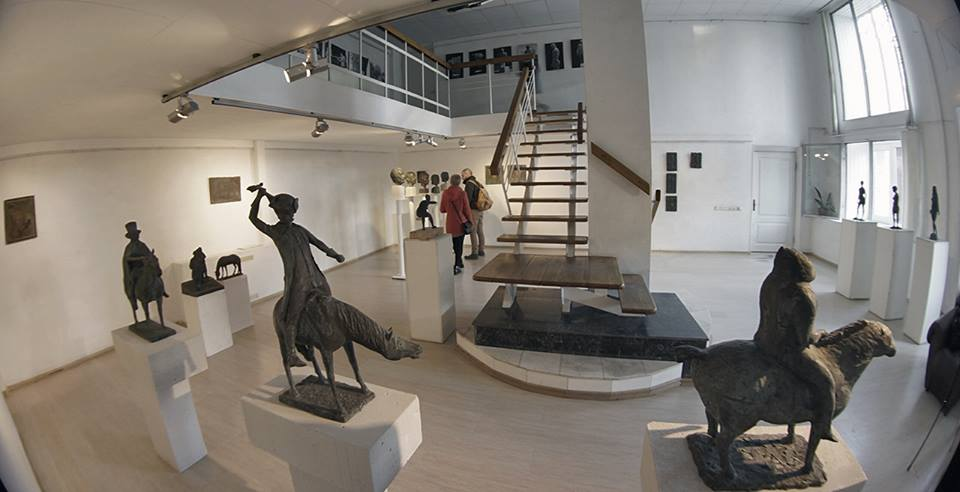
گالری شهرداری خارکف

  - برنده جایزه دولتی گالری رپین، چوهوئیف
- گالری شهرداری خارکیف
- حفاظتگاه تاریخی و فرهنگی Repin Chuguiv

## استان خرسون
- موزه هنر کرسون به نام اولکسی شاکننکو
- گالری هنری نووکاخوفسکا

## استان خملنیتسکی
- موزه هنر خملنیتسکی
- گالری هنر (موزه تاریخی و فرهنگی دولتی کامیانتس-پودیلسکی)

## استان چرکاسی
- موزه هنر چرکاسی
- گالری هنر اومان (بخش علوم محلی اومان)
- گالری هنری Korsun-Shevchenkivska

## استان چرنیوتسی
- موزه هنر چرنیوتسی

## استان چرنیهیف
- موزه هنر منطقه ای چرنیهیف

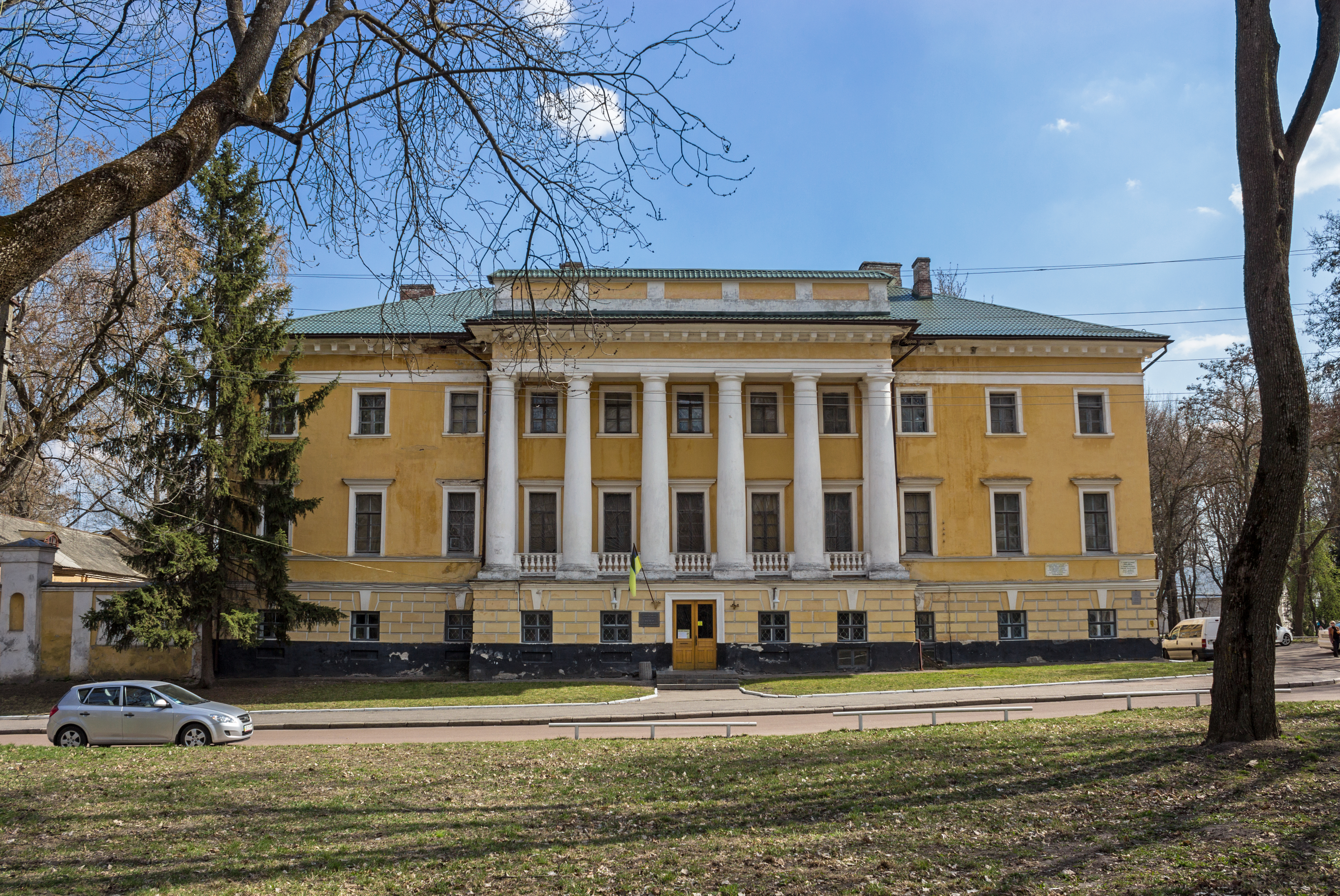
موزه هنر منطقه ای استان چرنیهیف

  - گالری هنری در روستای Lemeshi (منطقه چرنیهیف)
- موزه یادبود هنر برزنا «املاک هنرمند اوکراینی او. سانکو»، برزنا

## یادداشتها
1. ↑  تنها منطفه‌ای که موزه هنری ندارد ریونه می‌باشد.
2. ↑  Legkoduh 1966.